# Coppa Anglo-Italiana 1993-1994
La Coppa Anglo-Italiana 1993-1994 (in inglese Anglo-Italian Inter-League Clubs Competition 1993-1994) fu la 17ª edizione del torneo. Detentore del trofeo è la Cremonese. Le squadre partecipanti furono 16 (8 italiane e 8 inglesi). Il trofeo fu vinto dal Brescia.

## Formula
Alla competizione parteciparono 8 squadre italiane di Serie B e 8 squadre inglesi della First Division. 
Per l'Italia ebbero accesso alla competizione le 4 squadre retrocesse dalla Serie A 1992-1993 più la 5ª, la 6ª, la 7ª e l'8ª classificata della Serie B 1992-1993. Le squadre inglesi accedettero attraverso un turno preliminare svoltosi prima della competizione.
La fase eliminatoria era composta da 2 gironi con 4 squadre inglesi e 4 squadre italiane ciascuno.
Da ciascun girone si qualificarono alle semifinali la migliore squadra inglese e la migliore squadra italiana.
Nelle semifinali s'incontrarono le 2 italiane da una parte e le 2 inglesi dall'altra, con gare di andata e ritorno, decretando le finaliste.
La finale si disputò in gara unica al Wembley Stadium di Londra.

## Fase eliminatoria a gironi

### Girone A
| Squadra          | P.ti | G | V | N | P | GF | GS | DR |
| ---------------- | ---- | - | - | - | - | -- | -- | -- |
| 1. Brescia       | 10   | 4 | 3 | 1 | 0 | 9  | 4  | +5 |
| 2. Notts County  | 9    | 4 | 3 | 0 | 1 | 9  | 7  | +2 |
| 3. Ascoli        | 7    | 4 | 2 | 1 | 1 | 9  | 5  | +4 |
| 4. Pisa          | 7    | 4 | 2 | 1 | 1 | 9  | 5  | +4 |
| 5. Bolton        | 6    | 4 | 1 | 3 | 0 | 10 | 5  | +5 |
| 6. Ancona        | 2    | 4 | 0 | 2 | 2 | 1  | 7  | -6 |
| 7. Middlesbrough | 1    | 4 | 0 | 1 | 3 | 1  | 7  | -6 |
| 8. Charlton      | 1    | 4 | 0 | 1 | 3 | 1  | 9  | -8 |

- Brescia e Notts County qualificate alle semifinali.

| 12 ottobre 1993 | Bolton | 5 – 0 | Ancona |  |

| 12 ottobre 1993 | Pisa | 3 – 1 | Middlesbrough |  |

| 12 ottobre 1993 | Notts County | 4 – 2 | Ascoli |  |

| 12 ottobre 1993 | Brescia | 2 – 0 | Charlton |  |

| 9 novembre 1993 | Ancona | 1 – 1 | Charlton |  |

| 9 novembre 1993 | Bolton | 3 – 3 | Brescia |  |

| 9 novembre 1993 | Notts County | 3 – 2 | Pisa |  |

| 16 novembre 1993 | Pisa | 1 – 1 | Bolton |  |

| 16 novembre 1993 | Charlton | 0 – 3 | Ascoli |  |

| 16 novembre 1993 | Brescia | 3 – 1 | Notts County |  |

| 16 novembre 1993 | Middlesbrough | 0 – 0 | Ancona |  |

| 24 novembre 1993 | Ascoli | 3 – 0 | Middlesbrough |  |

| 22 dicembre 1993 | Ancona | 0 – 1 | Notts County |  |

| 22 dicembre 1993 | Ascoli | 1 – 1 | Bolton |  |

| 22 dicembre 1993 | Charlton | 0 – 3 | Pisa |  |

| 22 dicembre 1993 | Middlesbrough | 0 – 1 | Brescia |  |

### Girone B
| Squadra          | P.ti | G | V | N | P | GF | GS | DR |
| ---------------- | ---- | - | - | - | - | -- | -- | -- |
| 1. Pescara       | 12   | 4 | 4 | 0 | 0 | 9  | 4  | +5 |
| 2. Fiorentina    | 10   | 4 | 3 | 1 | 0 | 8  | 2  | +6 |
| 3. Padova        | 7    | 4 | 2 | 1 | 1 | 9  | 8  | +1 |
| 4. Southend Utd  | 6    | 4 | 2 | 0 | 2 | 8  | 9  | -1 |
| 5. Portsmouth    | 4    | 4 | 1 | 1 | 2 | 6  | 5  | +1 |
| 6. Stoke City    | 4    | 4 | 1 | 1 | 2 | 3  | 6  | -3 |
| 7. Cosenza       | 3    | 4 | 1 | 0 | 3 | 4  | 8  | -4 |
| 8. West Bromwich | 0    | 4 | 0 | 0 | 4 | 5  | 10 | -5 |

- Pescara e Southend United qualificate alle semifinali.

| 12 ottobre 1993 | West Bromwich | 1 – 2 | Pescara |  |

| 12 ottobre 1993 | Fiorentina | 3 – 0 | Southend Utd |  |

| 12 ottobre 1993 | Stoke City | 2 – 1 | Cosenza |  |

| 12 ottobre 1993 | Padova | 0 – 0 | Portsmouth |  |

| 9 novembre 1993 | Cosenza | 1 – 2 | Southend Utd |  |

| 9 novembre 1993 | Pescara | 2 – 1 | Portsmouth |  |

| 9 novembre 1993 | West Bromwich | 3 – 4 | Padova |  |

| 10 novembre 1993 | Stoke City | 0 – 0 | Fiorentina |  |

| 16 novembre 1993 | Southend Utd | 1 – 3 | Pescara |  |

| 16 novembre 1993 | Fiorentina | 2 – 0 | West Bromwich |  |

| 16 novembre 1993 | Portsmouth | 3 – 0 | Cosenza |  |

| 16 novembre 1993 | Padova | 3 – 0 | Stoke City |  |

| 22 dicembre 1993 | Cosenza | 2 – 1 | West Bromwich |  |

| 22 dicembre 1993 | Pescara | 2 – 1 | Stoke City |  |

| 22 dicembre 1993 | Portsmouth | 2 – 3 | Fiorentina |  |

| 22 dicembre 1993 | Southend Utd | 5 – 2 | Padova |  |

## Semifinali
| Squadra 1    | Totale | Squadra 2    | Andata | Ritorno         |
| ------------ | ------ | ------------ | ------ | --------------- |
| Brescia      | 3 - 3  | Pescara      | 1 - 0  | 2 - 3           |
| Southend Utd | 1 - 1  | Notts County | 1 - 0  | 0 - 1 (3-5 dcr) |

- Brescia qualificato alla finale in virtù della regola del gol in trasferta.

### Andata
| Brescia 26 gennaio 1994 | Brescia | 1 – 0 | Pescara | Stadio Mario Rigamonti |

| Southend-on-Sea 26 gennaio 1994 | Southend Utd | 1 – 0 | Notts County | Roots Hall |

### Ritorno
| Pescara 15 febbraio 1994 | Pescara | 3 – 2 | Brescia | Stadio Adriatico |

| Nottingham 16 febbraio 1994                  | Notts County         | 1 – 0 (d.t.s.) | Southend Utd | Meadow Lane |
| \| \| \| \| \| \| Tiri di rigore 5 – 3 \| \| |                      |                |              |             |
|                                              |                      |                |              |             |
|                                              | Tiri di rigore 5 – 3 |                |              |             |

## Finale
| Squadra 1 | Risultato | Squadra 2    |
| --------- | --------- | ------------ |
| Brescia   | 1 - 0     | Notts County |

| Arbitro: | Ahmet Çakar (Turchia) |

| |            | |
| Ambrosetti 65’ | Marcatori  | |
| Marco Landucci Nicola Marangon Salvatore Giunta Sergio Domini Giuseppe Baronchelli Stefano Bonometti Marco Schenardi (46' Maurizio Neri) Ioan Sabău Gabriele Ambrosetti (75' Marco Piovanelli) Gheorghe Hagi Fabio Gallo | Formazioni | Steve Cherry Kevin Wilson Meindrert Dijkstra Phil Turner Michael Johnson Charlie Palmer Paul Devlin Mark Draper Gary Lund Gary McSwegan (71' Tony Agana) Andy Legg |
| Lucescu | Allenatori | Walker |

| Manica sinistra · Maglietta · Maglietta · Manica destra · Pantaloncini · Calzettoni | Manica sinistra · Maglietta · Maglietta · Manica destra · Pantaloncini · Calzettoni |